# Jitō
Jitō (地頭 (Địa đầu)) là những thủ lĩnh cai quản lãnh địa thời trung cổ tại Nhật Bản, đặc biệt là thời kỳ Mạc phủ Kamakura và Muromachi. Được bổ nhiệm bởi shōgun, các jitō cai quản lãnh địa, gồm cả một số quyền hạn thuộc quan chức triều đình (kokushi).
Thuật ngữ jitō bắt đầu được sử dụng vào cuối thời kỳ Heian. Ví dụ, một người jitou (地頭人, Địa đầu nhân) có nghĩa là một người địa phương có ảnh hưởng. Sau đó, thuật ngữ này đôi khi được sử dụng cho những người quản lý từng trang viên địa phương. Các nhà sử học hiện đại không thể làm rõ tính chất của jitō đầu tiên được Yoritomo bổ nhiệm, vì các điều kiện của các tiền thân này không được biết đến nhiều.
Jitō được chính thức thành lập khi Minamoto no Yoritomo được triều đình bổ nhiệm làm lãnh đạo cơ quan jitō với quyền bổ nhiệm. Yoritomo bổ nhiệm nhiều jitō trên toàn quốc, tuy nhiên chủ yếu ở Kantō. Trong thời kỳ Kamakura, jitō được chọn trong số các gokenin. Jitō xử lý việc đánh thuế và quản lý trang viên mà họ được chỉ định, và trực tiếp quản lý các vùng đất và nông dân của trang viên.
Sau chiến tranh Jōkyū, Mạc phủ đã chỉ định nhiều jitō ở Tây Nhật Bản đến vùng đất mà của phe thua cuộc. Vào thời điểm đó, nhiều gokenin nổi bật, bao gồm cả gia tộc Mori (1221) và gia tộc Ōtomo, đã di chuyển từ phía đông sang phía tây.
Thể chế jitō chính thức bị bãi bỏ vào cuối thế kỷ 16 bởi Toyotomi Hideyoshi.